# 鉈

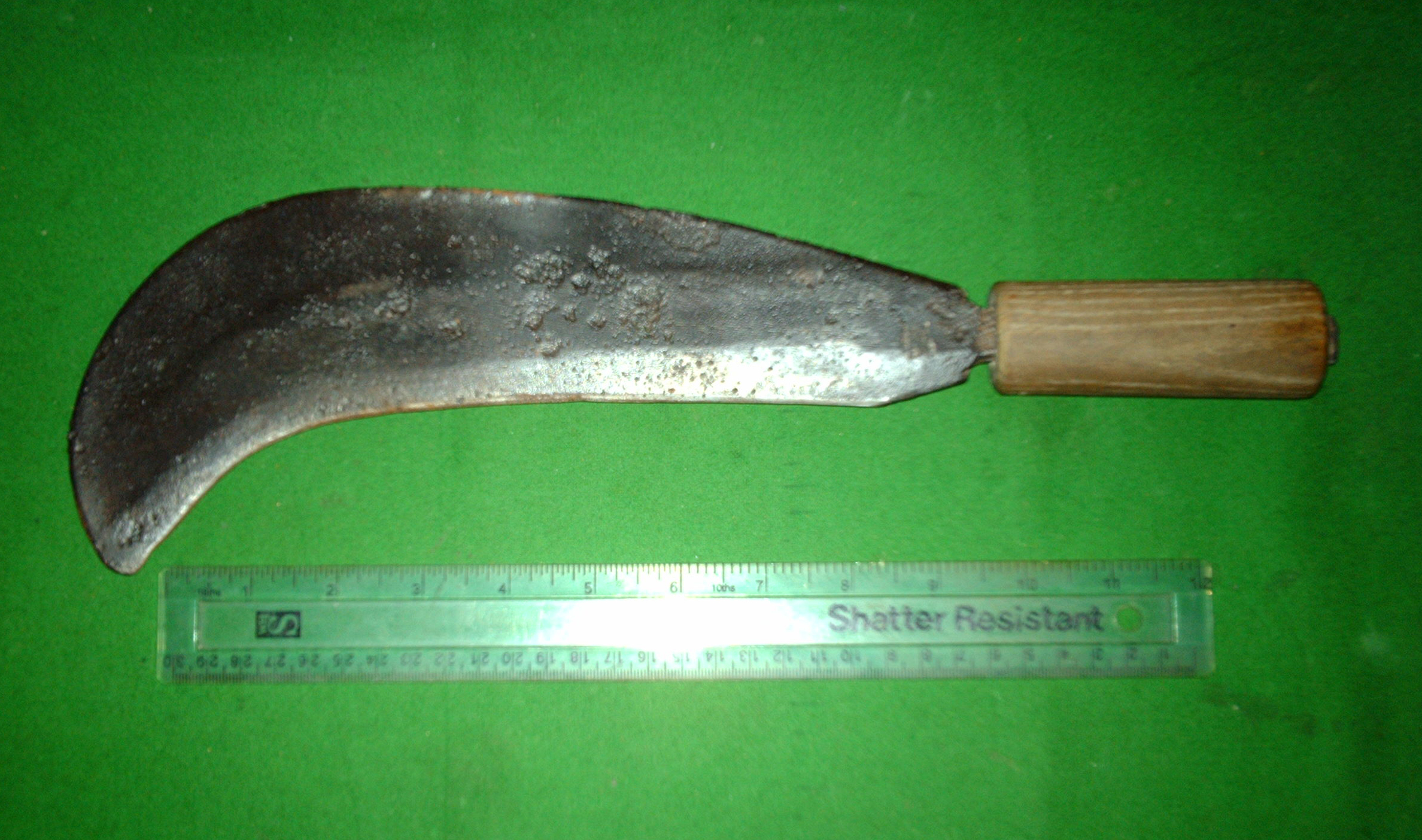
鉈の例

鉈（なた）は、林業や狩猟などの山林で働く人々の用途に適した刃物の類である。枝打ち、木を削る、雑草を切り払う、動物を解体するなどの目的で使われる。
日本では斧、包丁、鎌、刀剣以外の大型刃物を総称して鉈という場合が多いが、海外では一般的に鎌（Billhook）に分類されている。日本独特なマタギ刀などの山刀やナイフ、剣鉈など断ち切り用、あるいは大型狩猟獣に対する護身・解体用の刀剣といった、形状・用途ともに鉈との境界が曖昧な刃物もある。

## 特徴

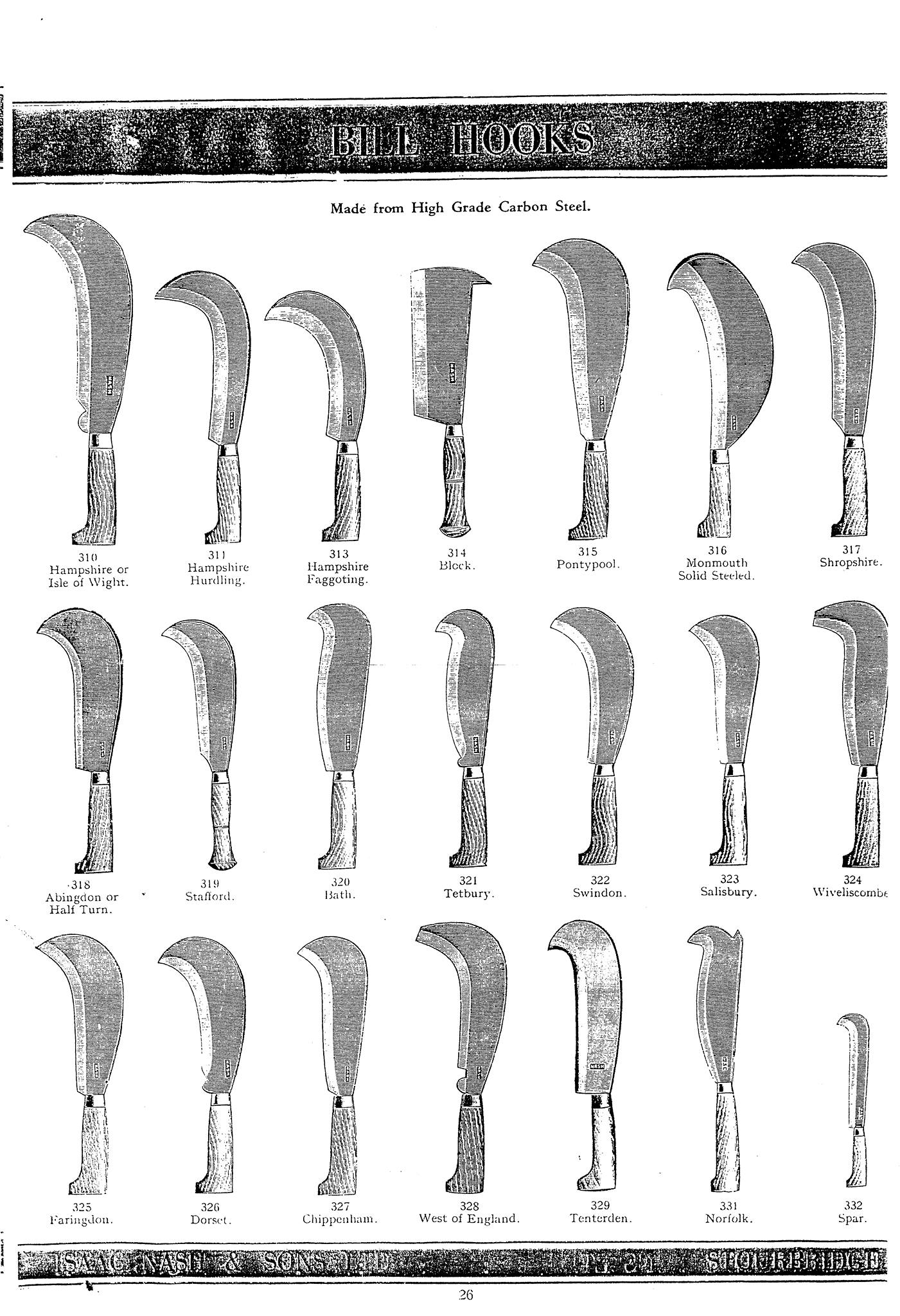
各種形状の鉈

地域や業種によって刃や握把の形状にバリエーションがあるが、基本的には
- 片手持ちに適する
- 刀身が厚く丈夫である
- 刃渡りは15cmから60cm以上程度

のものを指す。

### 構造
通常、柄は刃側に対して内側にやや傾けて取り付けられる。重量と刃の厚みを利用して、薪や竹を割ることもできる。
多くは先端が矩形になっている（角鉈）。その他に、刃先と切っ先がついた「剣鉈」（つるぎなた、けんなた）というものもある。剣鉈のなかには、銃の信頼性が低い時代に半矢となって逆襲してくる大型獣に対抗するため、マタギ狩猟者集団が槍の穂先としての転用を前提とし、共柄の部分を袋状の構造とした、「フクロナガサ」、「フクロヌイバ」というものがある。この場合、刃と柄の角度はほぼ直線状に配置される。
刃の横断面は、片刃、両刃共に見られるが、片刃の場合、利き手による方向性がある。両刃の場合、叩き切りや割る用途に適した耐衝撃性に強い、蛤（はまぐり）刃という刃付けが見られる。
地域によって形状が異なり、木柄を付けるものもあれば刃と一体になった共柄の物もある。さらに木柄にも、木の棒に切れ込みを入れそこに本体を差込み目釘で固定するものや、斧や鍬のように峰に穴（ヒツ）を設けそこに木の棒を差し込むものがある。刃の形状も様々で、斧に似たものや鎌に似たものなどがある。刃の先端部分に突起（「石突」「鼻」「とび」などと呼ばれる）を設ける物も多い。この突起については、実用新案が出され（実公昭04-000634）、登録されている（登録番号128275号）。
近年では地域毎に存在する鍛冶屋が激減したうえ、刃物の生産地が限られるようになり地域毎のバリエーションは減少しつつある。

### 使用法
通常、皮革や木製の鞘にいれて腰から下げて携帯する。小枝を払うような用途では切断力は、刀身の重さとその鋭さを利用して切ることによって発揮される。また、定期的に研ぐことによって切れ味を維持する必要がある。

### 軍用品
第一次インドシナ戦争ではフランス軍に対し、ベトミンが鉈を持って突貫することが度々あった。

### 手斧と鉈
手斧やマキ割りの小斧を「ナタ」と呼ぶ場合がある。「言海」は鉈を「刃が厚くて幅が広く、やや弓形をした刀で、短い柄がある」とする。

## 相撲用語の鉈
相撲に「鉈」と呼ばれる攻め技がある。
片腕の肘を相手の喉に押し付け、もう一方の腕で相手の片腕を外側から抱え込み、片閂（かたかんぬき）に決める技。肘で喉を攻める様が鉈を振るうさまによく似ていることから命名された。
上半身の力が必要で、現代の大相撲ではめったに見られない。

## フィクション作品での鉈
ホラー映画『13日の金曜日』シリーズに登場する猟奇殺人鬼・ジェイソン・ボーヒーズが得物として最も多く使用した。また、それよりも若干前に公開された『ゾンビ』ではゾンビ相手に人間が鉈で戦うシーンが登場する。
これは以降の作品に大きな影響を与えて、鉈を凶器とする、もしくは護身用で使う人物が登場するホラー作品がしばしば現れている。これらは実際には中南米の現地人が使う山刀のマチェテであることが多いが、日本では上記のように「鉈」と翻訳・認識されることが多い。